# Пожаротушение

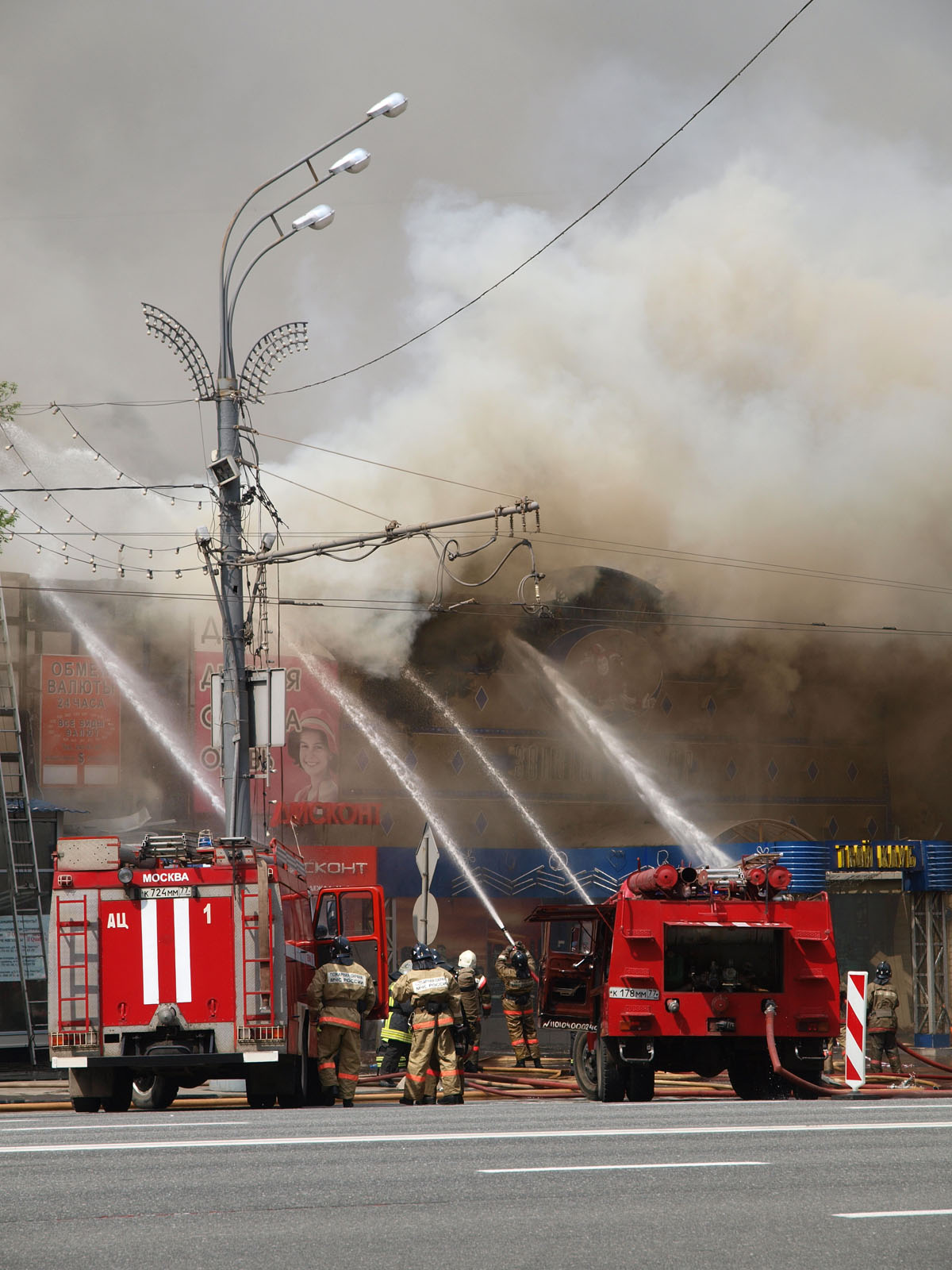
Тушение пожара в торговом центре

Тушение пожара — процесс воздействия сил и средств, а также использование методов и приёмов для окончательного прекращения горения, а также на исключение возможности его повторного возникновения. Действия по поиску и спасению людей, материальных и культурных ценностей, защиту природной среды при тушении пожаров являются аварийно-спасательными работами, связанными с тушением пожаров. Тушение пожаров в горных выработках на объектах ведения горных работ являются горноспасательными работами.
Основным видом действий по тушению пожаров является прекращение горения.:129 Для прекращения горения в зону сгорания вводят огнетушащие вещества.:5 Огнетушащие вещества (наиболее распространённый вариант — вода) может подавать оператор используя передвижные или стационарные средства подачи. Либо вода подается через специальные оросители в начальной стадии возникновения пожара.:4

## Огнетушащие вещества

### Охлаждающие очаг горения
Огнетушащие вещества охлаждения понижают температуру зоны реакции или горящего вещества.
Процесс горения можно охарактеризовать динамикой выделения тепла в данной системе. Если каким-либо образом организовать отвод тепла с достаточно большой скоростью, то это приведет к прекращению горения. Также отвод тепла способствует предотвращению взрыва, если при пожаре образуются взрывоопасная среда. Отвод тепла наиболее рационально обеспечивать введением специальных хладагентов. Такой способ охлаждения позволяет легко регулировать скорость теплоотвода, изменяя интенсивность введения хладагента.

#### Вода
Вода наиболее широко применяется для тушения пожаров. Достоинствами являются дешевизна и доступность, относительно высокая удельная теплоемкость, высокая скрытая теплота испарения, химическая инертность по отношению к большинству веществ и материалов. К недостаткам воды относятся высокая электропроводность, относительно низкая смачивающая способность, недостаточная адгезия. Вода широко применяется для защиты от возгорания соседних с горящим объектов, охлаждения резервуаров с нефтепродуктами при их тушении другими огнетушащими веществами.:108
Воду нельзя применять для тушения веществ, бурно реагирующих с ней с выделением тепла, горючих, токсичных и коррозионно-активных газов. К таким веществам относятся многие металлы и их соединения, раскалённые уголь и железо. Также нельзя применять воду для тушения нефти и нефтепродуктов, поскольку может произойти выброс или разбрызгивание горящих продуктов.:108

### Изолирующие очаг горения

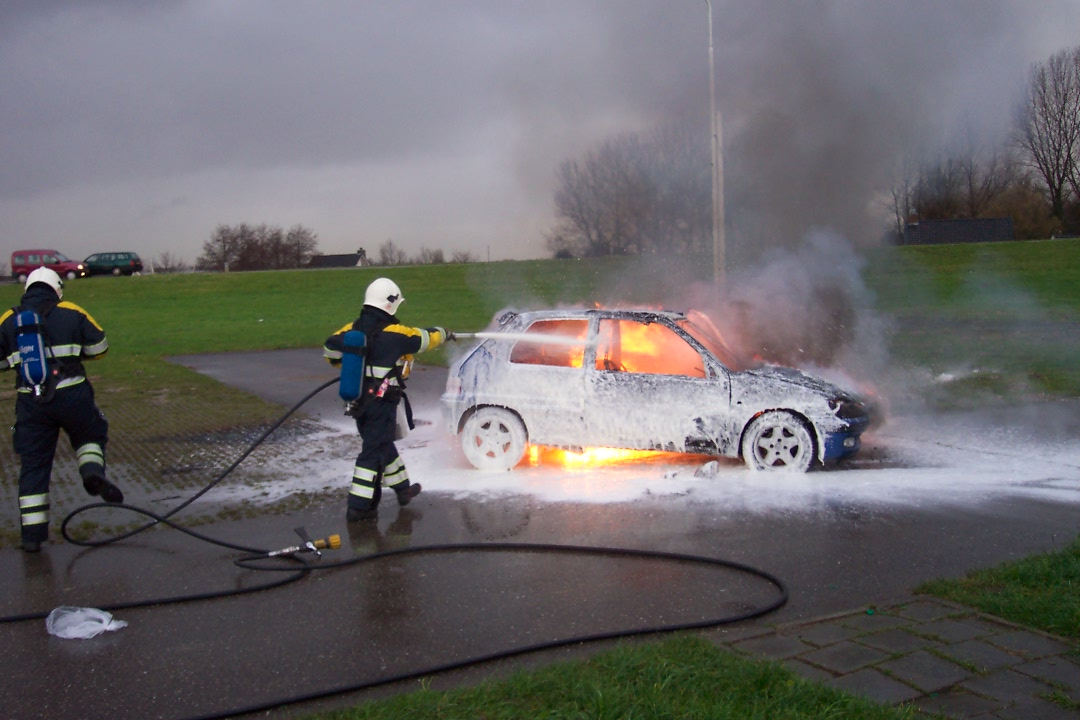
Тушение автомобиля пеной

Пена широко используется для тушения пожаров в промышленности, на складах, в нефтехранилищах, в транспорте. Пены представляют собой дисперсные системы, состоящие из пузырьков газа, окружённых плёнками жидкости, и характеризующиеся неустойчивостью. Для получения воздушно-механической пены требуются специальное оборудование и водные растворы пенообразователей. Наиболее важной структурной характеристикой пены является её кратность, под которой понимают отношение объёма пены к объёму её жидкой фазы.:110
Воздушно-механическая пена делится на низкократную (кратность до 30), среднекратную (30…200) и высокократную (выше 200). Наиболее широко применяется пена среднекратная (50…150), реже — низкократная.:110
Пены по типу пенообразователей разделены на три группы: пены, полученные из пенообразователей общего назначения, из фторорганических пенообразователей и из пенообразователей целевого назначения.:110

### Разбавляющие воздух

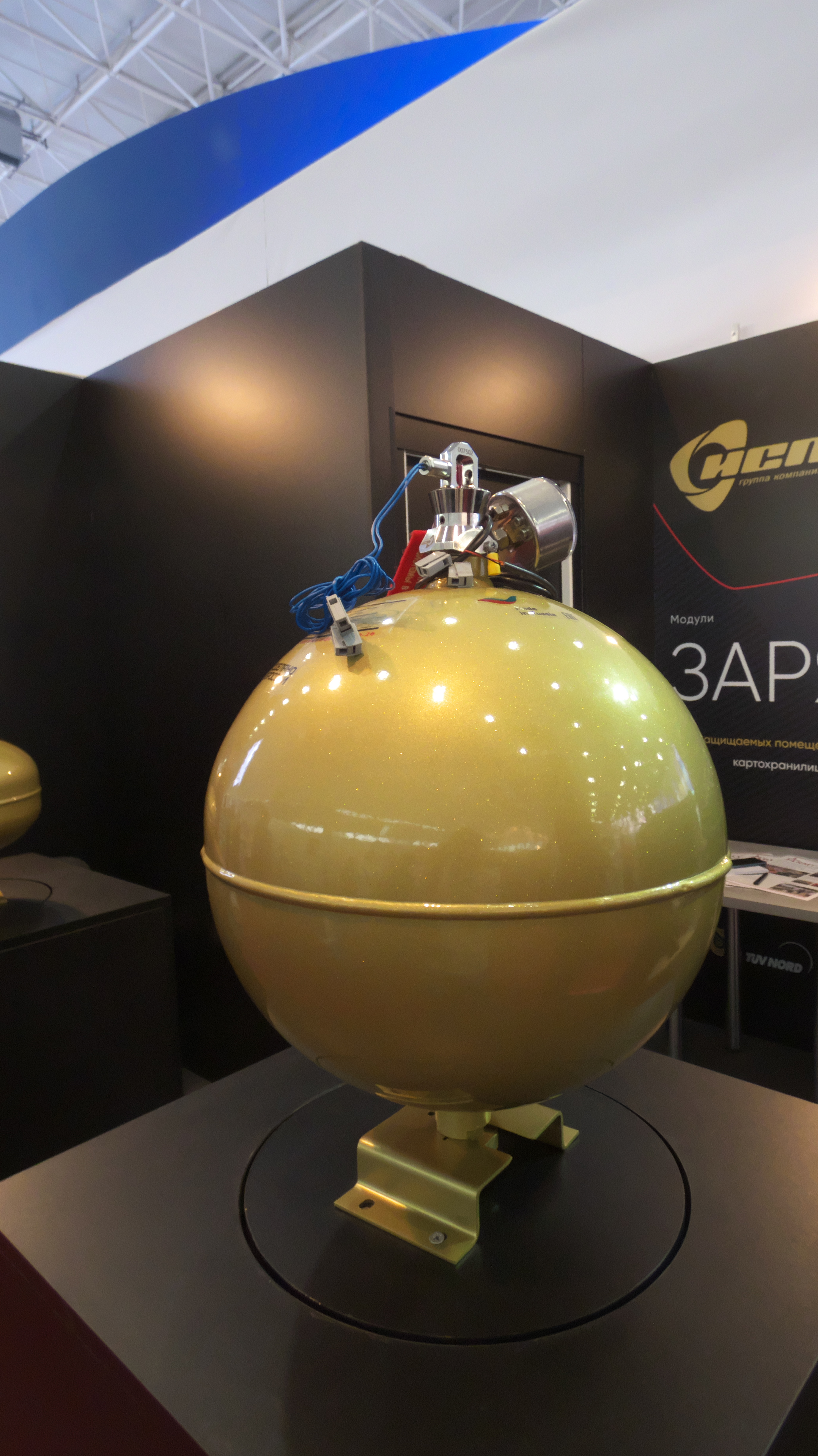
Модуль газового пожаротушения (на выставке)

#### Диоксид углерода
Широкое применение из газообразных разбавителей находит диоксид углерода. Его используют в стационарных установках объемного тушения, в ручных (ОУ-2, ОУ-5, ОУ-8) и возимых (ОУ-80) огнетушителях. Особенностью диоксида углерода является его способность при дросселировании образовывать хлопья «снега». При поверхностном тушении «снежным» диоксидом углерода его разбавляющее действие дополняется охлаждением очага горения. Диоксид углерода нельзя применять для тушения пожаров щелочных и щелочно-земельных металлов, развитых пожаров тлеющих материалов.

### Химически тормозящие реакцию горения
К химически активным ингибиторам относятся фреоны и некоторые другие галоидопроизводные метана и этана, в частности такие соединения, как CH2ClBr, C2H4Br2, CF3Br. В технике пожаро- и взрывозащиты все эти соединения называют хладонами и вводят для их маркировки специальные цифровые и буквенные обозначения, отображающие их химический состав. Первая цифра трехзначного числа обозначает углеродных атомов минус один, вторая — число атомов водорода плюс один, а третья — число атомов фтора в молекуле. Если в молекуле содержатся атомы брома, то после трехзначного числа ставится буква B и число, указывающее количество атомов брома. Число атомов хлора в обозначении не указывается — оно может быть определено по валентности остальных элементов. Нули в обозначении не указываются. Например, хладон 12 имеет химическую формулу CCl2F2, а хладон 114B2 — C2Br2F4.
Частично на химической активности (до 30 % эффективного воздействия) основано действие Novec1230 из разряда фторированных кетонов.

## Доставка огнетушащих веществ

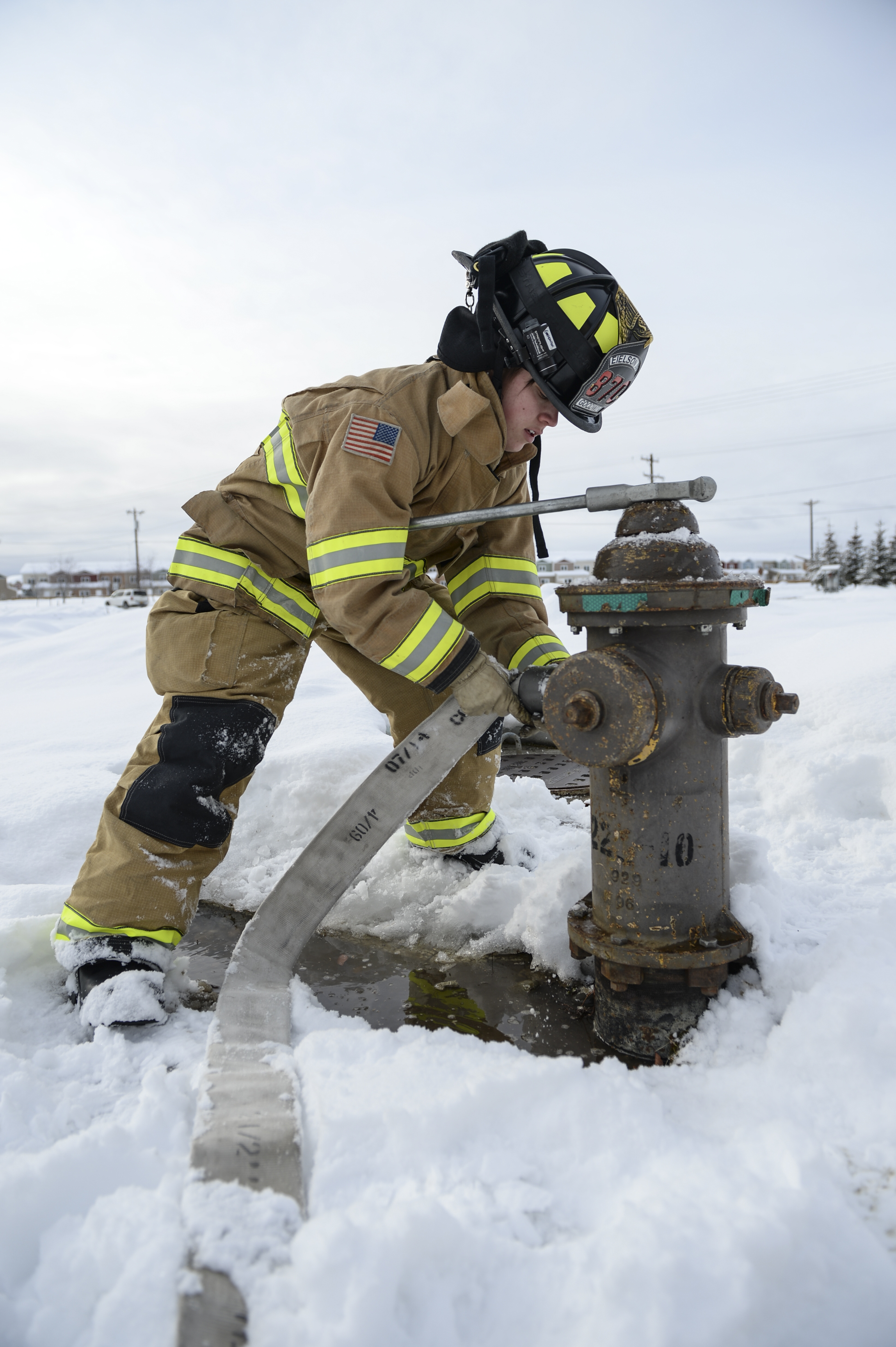
Пожарный присоединяет рукав к гидранту
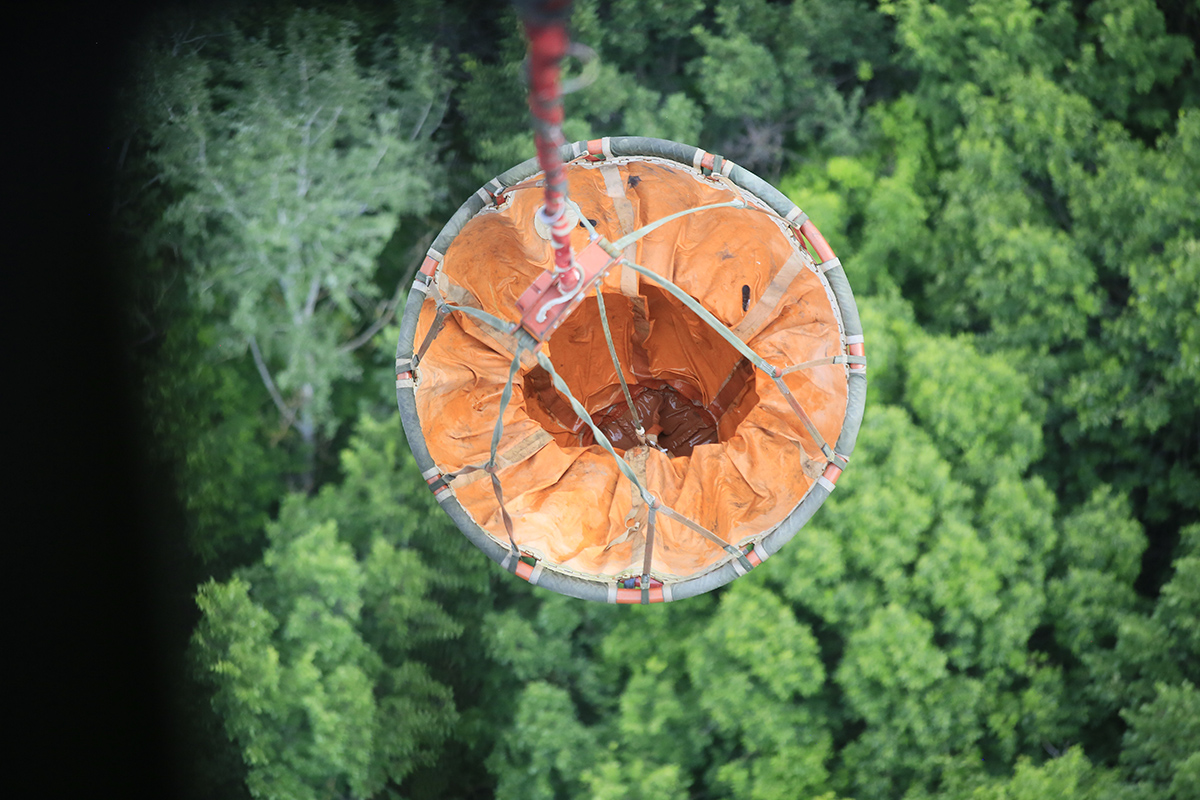
Водосливное устройство ВСУ-5А
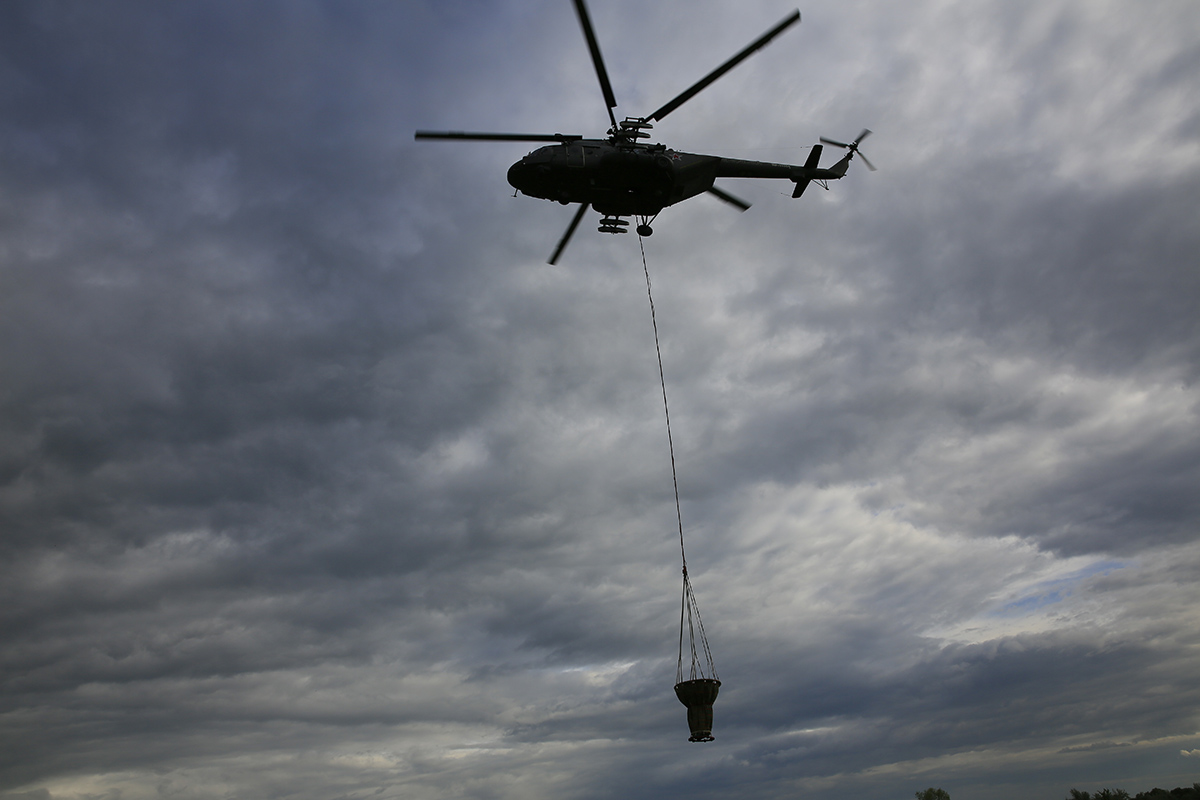
Ми-8АМТШ с водосливным устройством ВСУ-5А
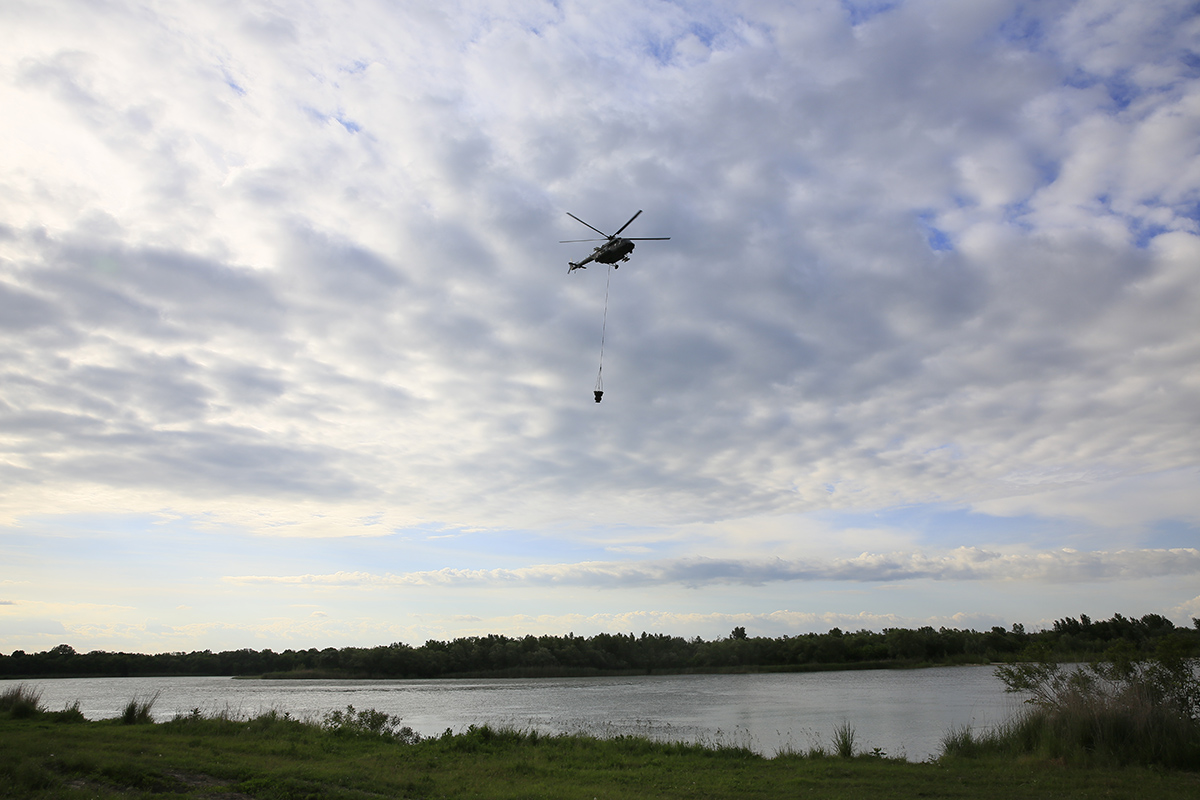
Ми-8АМТШ с водосливным устройством ВСУ-5А

- Подвоз
- Рукавные системы
- Наружные водопроводные сети. Отбор воды для пожаротушения из наружных водопроводных сетей производится с помощью пожарных гидрантов. Если пожарный гидрант подземный, то используется пожарная колонка.[5] При отборе воды из сети низкого давления (основной тип) пожарные автомобили забирают воду из сети и под требуемым напором подают для тушения пожара. При наличии водопроводной сети высокого давления вода на место пожара подаётся по рукавным линиям непосредственно от гидрантов.[6]

## Ручная подача огнетушащих веществ
Для подачи огнетушащих веществ используются пожарные стволы, пеногенераторы, пеносливные устройства. Стволы по типу подаваемого огнетушащего вещества делятся на водяные, порошковые и воздушно-пенные, по пропускной способности и размерам — на ручные и лафетные.:24

### Мобильные средства пожаротушения
Для доставки огнетушащих веществ, оборудования, пожарных на место пожара и для подачи огнетушащих веществ в зону горения используются:
- пожарные автомобили (основные и специальные);[8]
- пожарные поезда;
- пожарные суда;
- пожарные вертолёты;
- пожарные самолёты;
- пожарные мотопомпы;
- приспособленные технические средства (тягачи, прицепы и трактора);
- пожарные мотоциклы;
- специальные пожарные машины.[9]

### Внутренний противопожарный трубопровод

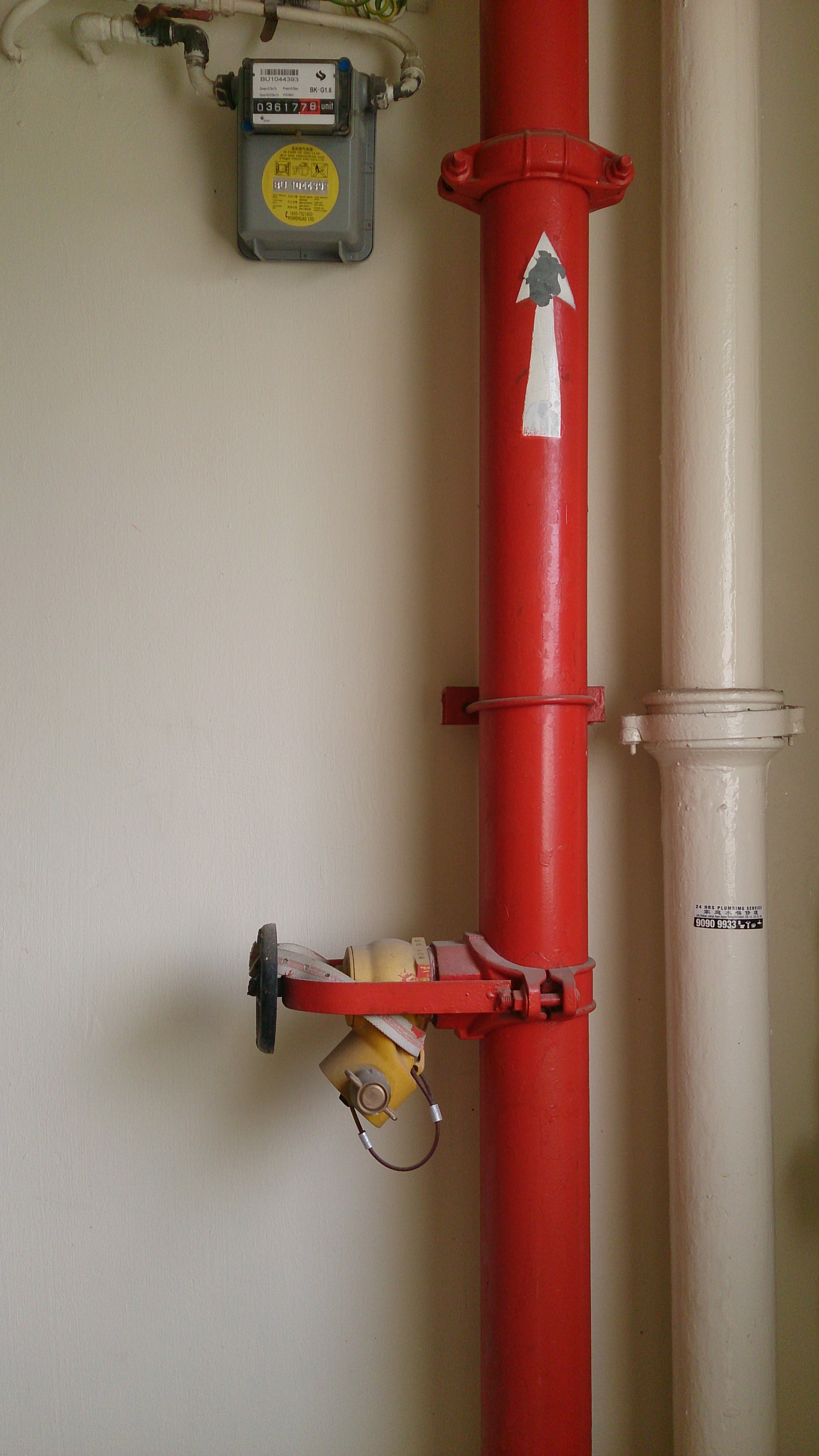
Клапан на сухотрубе

Внутренний противопожарный трубопровод широко распространён. Он предназначен для тушения в начальной стадии свободного развития пожара, как проживающими в домах жителями и обслуживающим персоналом организаций и предприятий, так и пожарными. В общем случае в его состав входят трубопроводы, пожарные краны, насосные установки, запорная и регулирующая арматура, ручные пожарные извещатели. Ручные пожарные извещатели предназначены для включения пожарных насосов и одновременно для передачи сигнала о пожаре в пожарную команду.
Для использования пожарными внутри зданий используются сухотрубы. Сухотруб представляет собой незаполненный водой трубопровод. Нижний конец сухотруба с соединительной головкой выводится наружу из здания. На этажах здания на сухотрубе установлены клапаны. При пожаре к соединительной головке подсоединяется пожарный рукав, по которому от пожарной машины или гидранта подается вода. Пожарные подключают рукав со стволом к клапану, открывают клапан и проводят тушение пожара.

## Подача огнетушащих веществ стационарными средствами
Для тушения пожара путём выпуска огнетушащих веществ из стационарных технических средств применяют установки пожаротушения.
Автоматическая установка пожаротушения — установка пожаротушения, автоматически срабатывающия при повышении контролируемым фактором (факторами) пожара установленных пороговых значений или масштабов очагов пожара. АУП подразделяют: по конструктивному исполнению — на спринклерные, дренчерные, модульные; по виду ОТВ — на водяные, пенные, газовые, порошковые, аэрозольные, комбинированные.
По состоянию на 1914 г. в России было смонтировано более 400 установок автоматического пожаротушения.
В реальных условиях очаги пожара могут возникнуть в местах, труднодоступных для доставки диспергированных и пенных огнетушащих веществ, подаваемых стационарными установками пожаротушения с образованием многочисленных «теневых» зон. По этим причинам стационарные установки пожаротушения часто обеспечивают только локализацию пожара. Кроме того, ряд установок по принципу действия предназначен только для локализации пожара. К ним относятся автоматические огнепреграждающие затворы и двери, водяные завесы и др. В связи с изложенным применение автоматических установок пожаротушения предполагает обязательное участие в ликвидации локализованного пожара оперативных подразделений пожарной охраны или добровольных формирований.

### Стационарные лафетные стволы
Для предотвращения увеличения масштаба аварии при пожаре технологическое оборудование производственных предприятий должно быть защищено от теплового излучения установками водяного орошения (пожарными лафетными стволами, стационарными установками тепловой защиты).
Пожарные лафетные стволы устанавливаются для защиты:
- наружных взрыво- и пожароопасных установок (для защиты аппаратуры и оборудования, содержащих горючие газы, легковоспламеняющиеся и горючие жидкости);
- шаровых и горизонтальных (цилиндрических) резервуаров со сжиженными горючими газами, легковоспламеняющимися и горючими жидкостями в сырьевых, товарных и промежуточных складах (парках);
- железнодорожных сливоналивных эстакад и речных причалов с СУГ, ЛВЖ и ГЖ[16].

#### Роботизированные установки пожаротушения
Роботизированная установка пожаротушения — стационарное автоматическое средство, которое смонтировано на неподвижном основании, состоит из пожарного
ствола, имеющего несколько степеней подвижности и оснащённого системой приводов, а также из устройства программного управления и предназначено для тушения и локализации пожара или охлаждения технологического оборудования и строительных конструкций.